# Brigade Khamis
La Brigade Khamis, en forme longue 32e Brigade blindée de l'Armée Populaire, était une brigade des forces spéciales de l'armée libyenne de 2000 à 2011.
Commandée par Khamis Kadhafi, le plus jeune fils de Mouammar Kadhafi, cette unité était forte de 10 000 hommes et considérée comme la mieux entraînée et la mieux équipée des forces armées libyennes, et par la même, la plus performante des trois unités de protection du régime.

## Rôle dans la révolte libyenne de 2011

### Le contexte: une armée mal entraînée et sous-équipée
Au début du XXIe siècle, le potentiel de l'armée libyenne est important : elle dispose de plusieurs centaines de chars, d'avions et de véhicules de transport de troupes. Cependant, son matériel, acquis dans les années 1970 auprès de l'Union soviétique, est en majorité caduc. Il a été rendu hors d'usage par les multiples embargos militaires qui ont touché le régime de Kadhafi et qui ont empêché l'entretien et les réparations du matériel. Enfin, vient s'ajouter à cela les défections massives[réf. à confirmer] au sein de l'armée libyenne ; nombreux seraient les soldats mutinés qui, à l'occasion de la guerre civile libyenne de 2011, auraient rejoint la rébellion. Par ailleurs, pour éviter les coups d'état militaires, Mouammar Kadhafi a été amené à asphyxier l'armée tout au long de son règne. Son armement est donc obsolète, cloué au sol, et sans personnel. Ainsi, le potentiel réel de l'armée du Colonel Kadhafi est extrêmement réduit.

### Une exception: les brigades d'élite
Le régime a cependant misé sur trois brigades d'élite, « unités de protection du régime », chacune forte d'environ 10 000 hommes, particulièrement bien entraînées et équipées, et dirigées par les membres de la famille Kadhafi. Parmi elles, la brigade Khamis, commandée par Khamis Kadhafi, est considérée comme la plus performante de ces unités.